# Takeshi Shudo

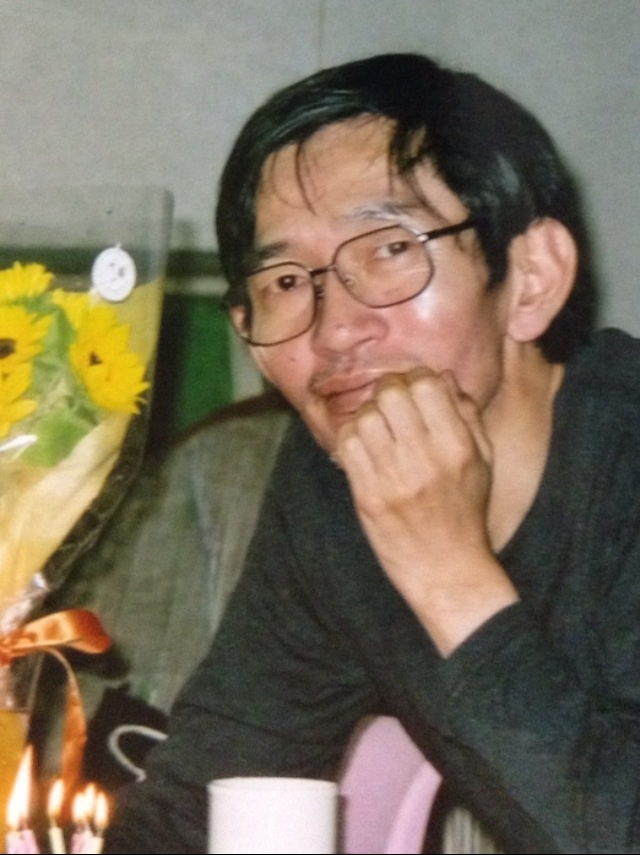
Takeshi Shudo

Takeshi Shudo (Fukuoka, 18 de agosto de 1949 - Nara, 28 de Outubro de 2010) foi um escritor e roteirista japonês.
Ele foi escritor-chefe do anime Pokémon. Participou como roteirista chefe dos arcos de Kanto, Ilhas Laranja e Johto, além dos três primeiros filmes do anime e o especial para TV, Mewtwo Returns. Desde então, continuou contribuindo para o anime. Entre outros trabalhos de Shudo estão Idol Tenshi Youkoso Yoko, Minky Momo, Legend of the Galactic Heroes, Martian Successor Nadesico, e Tokusou Kihei Dorvack.
Takeshi Shudo morreu no dia 28 de Outubro de 2010, vítima de uma hemorragia aos 61 anos.